# Бордушань (Яломіца)
Бордушань, Бордушані (рум. Bordușani) — село у повіті Яломіца в Румунії. Входить до складу комуни Бордушань.
Село розташоване на відстані 143 км на схід від Бухареста, 43 км на схід від Слобозії, 67 км на північний захід від Констанци, 105 км на південь від Галаца.

## Населення
За даними перепису населення 2002 року у селі проживали 3865 осіб.
Національний склад населення села:
| Національність   | Кількість осіб | Відсоток |
| ---------------- | -------------- | -------- |
| румуни           | 3097           | 80,1%    |
| росіяни-липовани | 516            | 13,4%    |
| цигани           | 251            | 6,5%     |

Рідною мовою назвали:
| Мова      | Кількість осіб | Відсоток |
| --------- | -------------- | -------- |
| румунська | 3366           | 87,1%    |
| російська | 499            | 12,9%    |